# Joaquina Blavia
Joaquina Valentina Blavia Canabal (Caracas, 2 de julio de 2004), simplemente conocida como Joaquina, es una cantautora venezolana que comenzó su carrera musical como solista. 
En 2023 fue ganadora de un premio Grammy Latino en la categoría a Mejor Artista Nuevo por su EP debut Los mejores años.

## Biografía
Nació en Caracas (Venezuela) el 2 de julio de 2004. Sus padres son los periodistas barquisimetanos Francisco Blavia y Camila Canabal. Tiene una hermana: Guillermina Valentina (2006). A los tres años de edad comenzó a recibir clases de violín y el 16 de julio de 2010, se mudó a Miami con su familia; debido a la situación en su país natal.
La primera canción que compuso fue en 2012, cuando tenía 8 años. La tituló «Sorry», ya que estaba dedicada a un niño de su clase de tercer grado al que le hacían bullying y ella le pedía perdón. A los diecisiete años, fue invitada a participar en el programa académico de la Art House Academy y del Abbey Road Institute por el maestro Julio Reyes Copello; de la que se graduó en la primera promoción en octubre de 2022.
En septiembre de 2022, presentó su EP debut, Los mejores años. Ese año, también debutó como telonera en la gira En tu ciudad World Tour 2022, de Servando y Florentino.
Fue la ganadora de los premios Grammy Latinos en la categoría al Mejor Artista Nuevo en la 24.ª entrega anual de los premios celebrada el 16 de noviembre de 2023 en Sevilla, España, convirtiéndola en la artista más joven en recibir dicha nominación.
El 5 de julio de 2024, cantó junto a Andrea Bocelli en el Hyde Park en Londres.
El 31 de enero de 2025, publicó su primer álbum de estudio, Al romper la burbuja, que estará acompañado de una gira por Latinoamérica y España.

## Discografía

### Álbumes y EPs

#### Extended Play
- 2023: Los mejores años

#### Álbumes de estudio
- 2025: Al romper la burbuja

### Sencillos
- «Primer Amor» (2020)
- «No te Pude Soltar» (2021)
- «16» (2021)
- «Cuantos Cuentos» (2021)
- «Rabia» (2022)
- «Freno» (2022)
- «Niñas de Instagram» (2022)
- «Los Mejores Años» (2023)
- «Blanco y Negro» (2023)
- «Quise Quererte» (2023)
- «Escapar de Mí» (2024)
- «Pesimista» (2024)
- «No Llames Lo Mío Nuestro» (2024)
- «Todo y Nada» (2024)
- «Aeropuerto» (2024)
- «Desahogo» (2025)
- «Carta (A Mí)» (2025)

## Premios y nominaciones
| Año  | Premio               | Categoría             | Trabajo nominado | Resultado | Ref   |
| ---- | -------------------- | --------------------- | ---------------- | --------- | ----- |
| 2023 | Premio Grammy Latino | Mejor nuevo artista   | Ella misma       | Ganadora  | [ 7 ] |
| 2023 | Premio Grammy Latino | Mejor álbum cantautor | Los mejores años | Nominada  | [ 7 ] |